# William Pitt, o Novo
William Pitt (Hayes, 28 de maio de 1759 – Londres, 23 de janeiro de 1806), comumente chamado de William Pitt, o Novo para diferenciá-lo de seu pai, foi um político britânico que ocupou a posição de Primeiro-Ministro em dois períodos diferentes, primeiro de 1783 até 1801 e depois de 1804 até sua morte. Pitt é até hoje a pessoa mais jovem da história britânica a se tornar primeiro-ministro, tendo assumido o cargo pela primeira vez aos 24 anos de idade.
Segundo filho do primeiro-ministro de mesmo nome, William Pitt nasceu em Hayes (Kent) em 28 de maio de 1759. Recebeu uma educação esmerada que o preparou para a vida política, na Universidade de Cambridge, onde formou-se em direito em 1780, e no Lincoln's Inn. Em 1781 ingressou na Câmara dos Comuns, ocasião em que defendeu reformas econômicas e a mudança no arcaico sistema de representação parlamentar britânico. Estava ligado a William Petty, o segundo conde de Shelburne, o líder do Partido Conservador, no ano seguinte (1782) Shelburne formou um governo com Charles Watson-Wentworth, segundo marquês de Rockingham, tornando-se primeiro-ministro três meses depois por morte de Rockingham. Pitt, por sua vez, tornou-se chanceler do Exchequer, ocupando-se das propostas relativas a reformas parlamentares e administrativas.
Com o apoio dos reformistas e a simpatia do rei Jorge III, teve rápida ascensão política. Nomeado ministro da Economia em 1782, um ano depois, quando estava de saída do governo, ascendeu, com apenas 24 anos, ao cargo de primeiro-ministro a convite do rei, tornando-se o mais jovem premier da Inglaterra, cargo que exerceu por um período de 18 anos (de 1783 a 1801 e depois de 1804 a 1806). Apesar de representação minoritária no início do governo, afirmou-se com as eleições de 1784 e geriu a vida política até 1801. Foi um excelente administrador e recuperou o prestígio da Grã-Bretanha na Europa.
O seu programa político tinha como objetivo a revitalização do país através da aposta numa política pacífica voltada para o desenvolvimento econômico. No exercício do cargo, enfrentou o déficit nas finanças provocado pela guerra colonial contra os americanos. Para superar a crise, Pitt adotou medidas econômicas como a criação de novos impostos e de um fundo para amortização da dívida pública. Na área externa, firmou um vantajoso tratado comercial com a França em 1786 e instituiu reformas na administração da Índia. 
O clima de instabilidade em que vivia a Europa desta época, resultante da Revolução Francesa, que explodiu 1789, não permitiu a implementação do seu projeto nacional. Logo em 1793 a Inglaterra declarou guerra à França revolucionária, e Pitt assumiu o controle de uma nação empenhada na resistência à prepotência francesa. Simpatizante da Revolução Francesa, passou a temê-la por seus efeitos subversivos. Atacou as colônias francesas, prejudicando seu comércio, enquanto financiava a campanha terrestre que seus aliados iniciaram contra a França. 
O nacionalismo irlandês atrapalhava o esforço de guerra, pois Wolfe Tone (1798) liderava uma rebelião de carácter independentista, encorajada pelos franceses. Pitt resolveu o conflito irlandês fazendo votar o Ato de União da Irlanda (Union Act) (1800), pelo qual a Irlanda seria incorporada ao Reino Unido a partir de 1º de janeiro de 1801. Esta proposta era acompanhada por outra que defendia a igualdade de direitos de católicos e protestantes. Renunciou à chefia do governo em 1801 pois o rei impedira seus planos de reformas para combater a Revolução Francesa e era contrário à emancipação dos católicos irlandeses.
Henry Addington, o seu sucessor, negociou um tratado de paz com os franceses celebrado em Amiens, mas este não durou muito. Rapidamente, a nação pedia de novo a sua ajuda. O segundo ministério que Pitt chefiou, de 1804 a 1806, culminou em isolamento do país. Formou uma Terceira Coligação com a Áustria, a Rússia e a Suécia contra a França napoleônica. A batalha de Trafalgar (1805) foi a confirmação da supremacia naval dos britânicos, embora Napoleão Bonaparte continuasse obtendo vitórias no continente, vencendo as batalhas de Ulm e Austerlitz. O fracasso da coalizão levou o país a uma crise generalizada. Quando William Pitt morreu em Putney, Londres, em 23 de janeiro de 1806, suspirou: "Oh, my country! How I leave my country!".
É comum atribuir-se a causa da sua morte por cirrose hepática ao consumo excessivo de Vinho do Porto. Ele está enterrado na Abadia de Westminster.